# Spodnje Gruškovje
Spodnje Gruškovje este o localitate din comuna Podlehnik, Slovenia, cu o populație de 56 de locuitori.